# Dogninades jactatalis
Dogninades jactatalis — вид квітососових з підродини совок-п'ядунів, єдиний у роді Dogninades. Відомі в  Південній Америці, зокрема в Бразилії.